# SMS Lützow
O SMS Lützow foi um cruzador de batalha operado pela Marinha Imperial Alemã e a segunda embarcação da Classe Derfflinger, depois do SMS Derfflinger e seguido pelo SMS Hindenburg. Sua construção começou em maio de 1912 na Schichau-Werke e foi lançado ao mar em novembro do ano seguinte, sendo comissionado em agosto de 1915. Era armado com uma bateria principal composta por oito canhões de 305 milímetros montados em quatro torres de artilharia duplas, tinha um deslocamento de mais de 31 mil toneladas e alcançava uma velocidade máxima de 26 nós.
O Lützow entrou em serviço no meio da Primeira Guerra Mundial, pouco fazendo durante o conflito. Ele participou de um bombardeio litorâneo contra Great Yarmouth e Lowestoft em abril de 1916 e em seguida se tornou a capitânia do contra-almirante Franz Hipper. No mês seguinte esteve presente na Batalha da Jutlândia, quando conseguiu afundar o cruzador de batalha britânico HMS Invincible. Entretanto, foi seriamente danificado durante o confronto à ponto de ficar incapaz de retornar para a Alemanha. Sua tripulação foi evacuada e o navio deliberadamente afundado com torpedos.

## Características

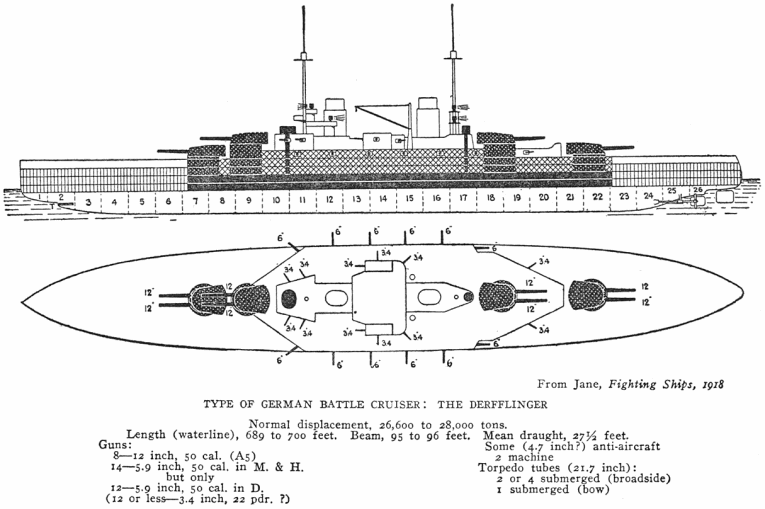
Desenho da Classe Derfflinger

A Classe Derfflinger foi autorizada para o ano fiscal de 1911, com seu projeto iniciado em 1910. Os cruzadores de batalha britânicos estavam na época sendo construídos com canhões de 343 milímetros, assim oficiais graduados do comando da Marinha Imperial Alemã chegaram à conclusão que um aumento do tamanho de suas armas principais de 283 para 305 milímetros seria necessário. O número de canhões foi reduzido de dez para oito comparado ao predecessor SMS Seydlitz a fim de impedir que os custos crescessem muito, porém foram instalados em um arranjo mais eficiente. O Lützow foi o segundo membro da classe e alocado ao programa de construção de 1912.
O Lützow tinha 210,4 metros de comprimento de fora a fora, uma boca de 29 metros e uma calado que ficava entre 9,2 metros à vante e 9,56 metros à ré. Seu deslocamento normal era de 26,6 mil toneladas, enquanto o deslocamento carregado chegava a 31,2 mil toneladas. Seu sistema de propulsão era composto catorze caldeiras a carvão e oito caldeiras a óleo combustível que alimentavam quatro conjuntos de turbinas a vapor Parsons, cada uma girando uma hélice de três lâminas. A potência indicada era de 63 mil cavalos-vapor (46,3 mil quilowatts) para uma velocidade máxima de 26,5 nós (49,1 quilômetros por hora). Sua autonomia era de 5,6 mil milhas náuticas (10,4 mil quilômetros) a uma velocidade de cruzeiro de catorze nós (26 quilômetros por hora). Sua tripulação era normalmente composta por 44 oficiais e 1 068 marinheiros, mas como capitânia podia receber mais catorze oficiais e 62 marinheiros da equipe do almirante.
O armamento principal tinha oito canhões calibre 50 de 305 milímetros em quatro torres de artilharia duplas, duas sobrepostas à vante e duas sobrepostas à ré. Sua bateria secundária tinha catorze canhões calibre 45 de 149 milímetros em casamatas na superestrutura, sete de cada lado. Para defesa contra barcos torpedeiros havia oito canhões calibre 45 de 88 milímetros em montagens giratórias na superestrutura. Também era equipado com quatro tubos de torpedo de seiscentos milímetros, um na proa, um na popa e um em cada lateral. O cinturão principal de blindagem tinha trezentos milímetros de espessura na parte central da cidadela onde protegia os depósitos de munição e salas de máquinas. O convés tinha entre trinta e oitenta milímetros, com a parte mais espessa se inclinando para baixo nas laterais para se encontrar com a extremidade inferior do cinturão. As torres de artilharia tinham frentes de 270 milímetros e as casamatas tinham proteção de 150 milímetros. A torre de comando de vante tinha laterais de trezentos milímetros.

## Carreira

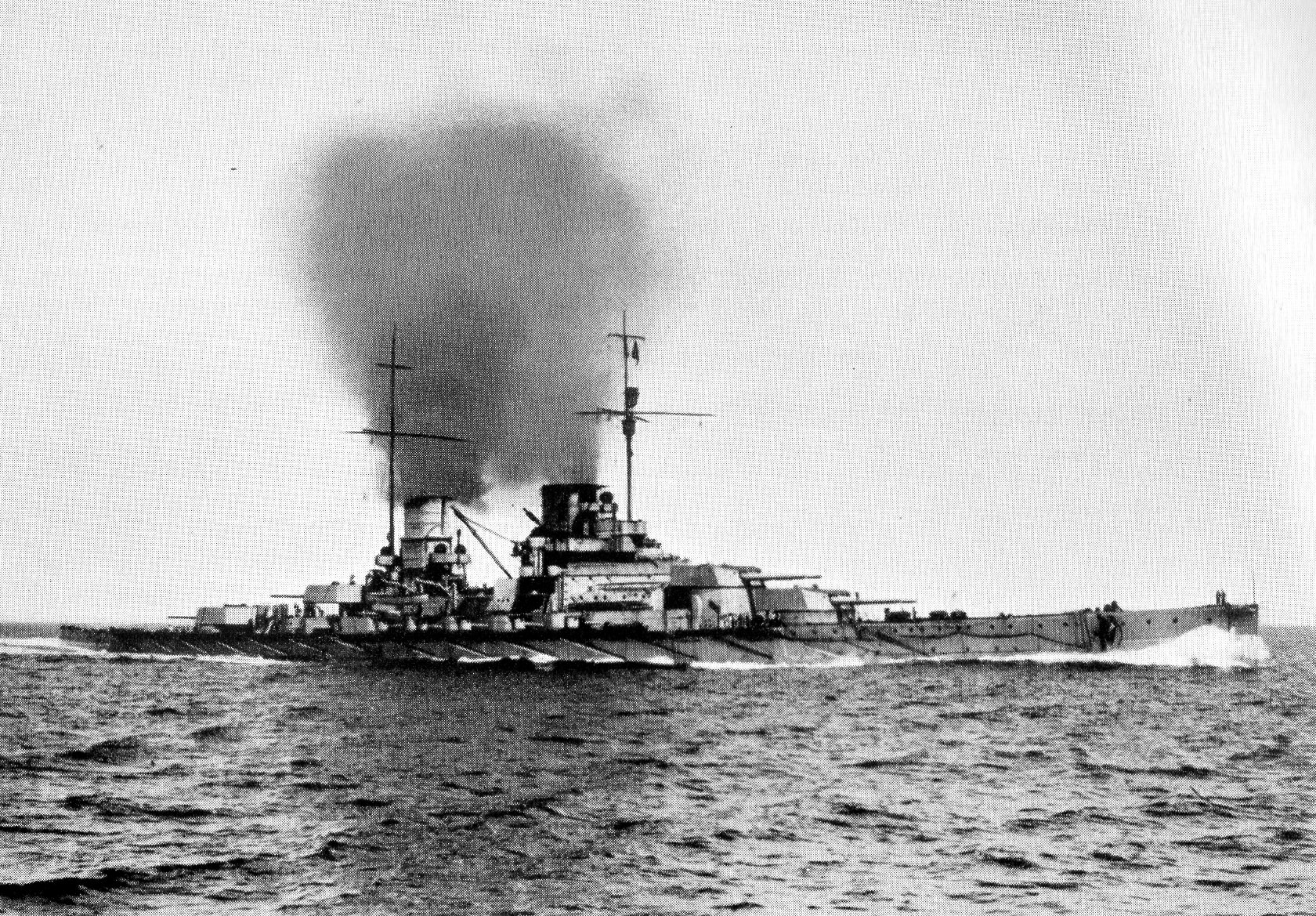
O Lützow em seus testes marítimos

O Lützow foi encomendado com o nome provisório de Ersatz Kaiserin Augusta, um substituto para o antigo cruzador protegido SMS Kaiserin Augusta. Seu batimento de quilha ocorreu em 15 de maio de 1912 na Schichau-Werke em Danzig e foi lançado ao mar em 29 de novembro de 1913. Foi comissionado em 8 de agosto de 1915 para testes marítimos, sendo envido para Kiel no dia 23. Os barcos torpedeiros SMS G192, SMS G194 e SMS G196 proporcionaram escolta contra submarinos britânicos que talvez estivessem operando na área, com os quatro chegando ao destino no dia seguinte. Sua equipagem, incluindo armamentos, foram finalizados no local. O Lützow começou seus testes marítimos em 13 de setembro, com testes de torpedo ocorrendo no dia 15 e testes de artilharia em 6 de outubro. Uma de suas turbinas de baixa pressão foi seriamente danificada durante testes em 25 de outubro. Reparos ocorreram em Kiel até janeiro de 1916, quando realizou mais testes. Estes terminaram em 19 de fevereiro e o navio foi designado em 20 de março para o I Grupo de Reconhecimento, juntando-se a sua nova unidade quatro dias depois.
Seu primeiro e único oficial comandante foi o capitão de mar Victor Harder. O Lützow se juntou ao resto da Frota de Alto-Mar entre 21 e 22 de março para uma surtida no Mar do Norte que fracassou em encontrar embarcações inimigas. Ele e os cruzadores de batalha Seydlitz e SMS Moltke fizeram uma breve surtida no dia 24, navegando até a extremidade oriental do Banco Amrun, pois foi relatado que contratorpedeiros britânicos estavam na área. Uma segunda surtida para o Banco Amrun ocorreu dois dias depois. Um submarino britânico tentou torpedear o Lützow nesta segunda operação, mas falhou. O contra-almirante Friedrich Boedicker, vice-comandante do I Grupo de Reconhecimento, fez do navio sua capitânia entre 29 de março e 11 de abril.

### Yarmouth e Lowestoft
A primeira grande operação do Lützow na Primeira Guerra Mundial foi o bombardeio de Great Yarmouth e Lowestoft entre 24 e 25 de abril. O contra-almirante Franz Hipper, o comandante do I Grupo de Reconhecimento, estava de licença médica, assim os navios alemães ficaram sob o comando de Boedicker. A linha de batalha tinha a capitânia Seydlitz na vanguarda seguido pelo SMS Derfflinger, Lützow, Moltke e SMS Von der Tann, com a força deixando o estuário do rio Jade às 10h55min do dia 24, tendo o apoio de uma força de escolta composta por seis cruzadores rápidos e duas flotilhas de barcos torpedeiros. O resto da Frota de Alto-Mar partiu às 13h40min com o objetivo de dar suporte distante para o I Grupo de Reconhecimento. O Almirantado Britânico soube da surtida por meio da interceptação de comunicações sem fio, enviando a Grande Frota às 15h50min.

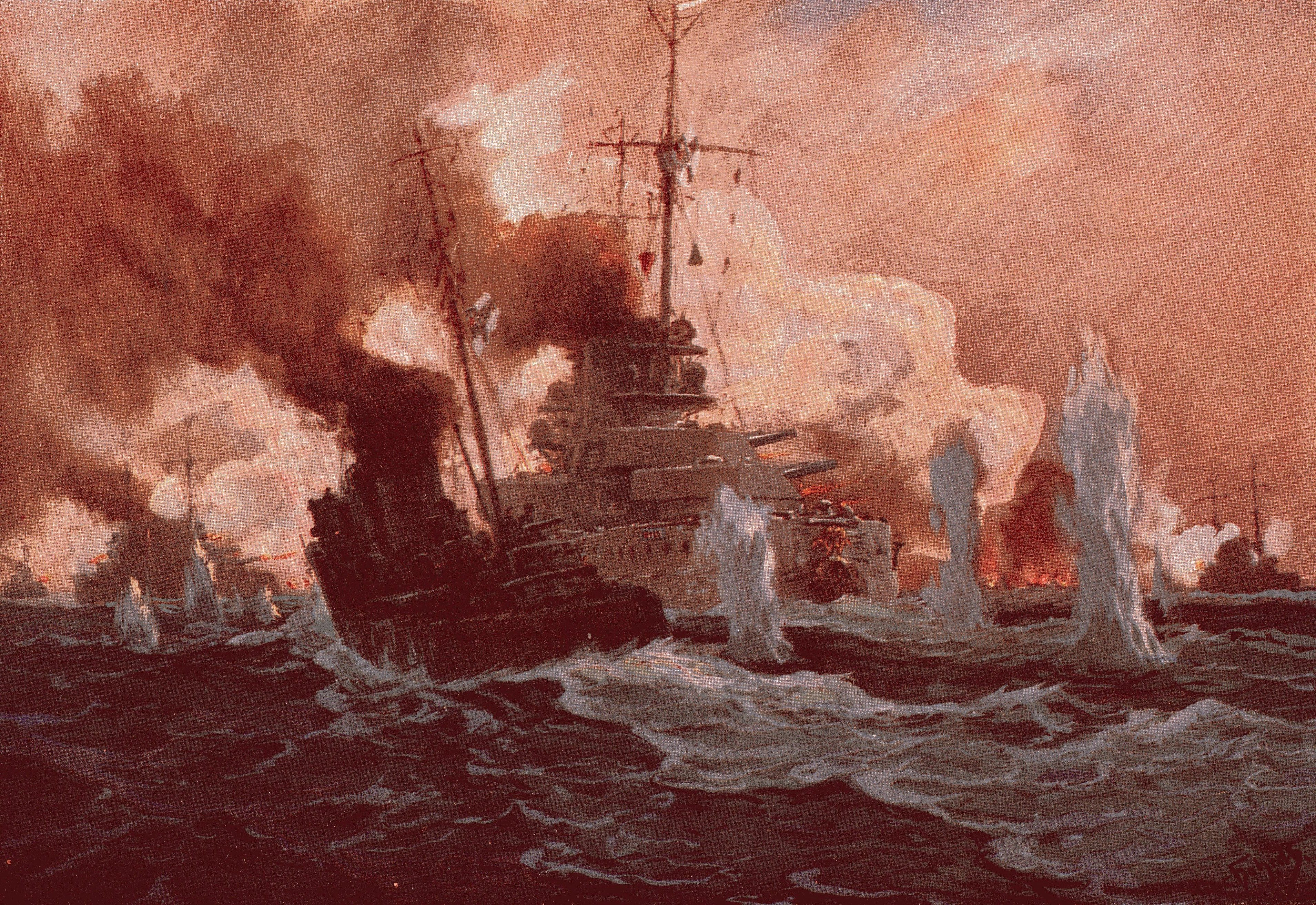
Pintura de Hans Bohrdt dos cruzadores de batalha alemães bombardeando Lowestoft

Enquanto isso, às 14h00min, o I Grupo de Reconhecimento aproximou-se de Norderney, momento em que virou para o norte a fim de evitar observadores neerlandeses em Terschelling. O Seydlitz bateu em uma mina às 15h38min, o que abriu um buraco de quinze metros em seu casco logo à ré do tubo de torpedo de estibordo e permitiu que mais de mil toneladas de água entrasse no navio. Ele voltou para casa a uma velocidade de quinze nós (28 quilômetros por hora) junto com os cruzadores rápidos. Os quatro cruzadores de batalha restantes viraram para o sul imediatamente para evitarem mais danos. O Seydlitz deixou a área de perigo por volta das 16h00min, assim parou para que Boedicker pudesse desembarcar. O barco torpedeiro SMS V28 o levou para o Lützow.
Os cruzadores de batalha estavam se aproximando de Lowesoft às 4h50min do dia 25 quando os cruzadores rápidos SMS Rostock e SMS Elbing, que estavam dando cobertura para o flanco sul, avistaram os contratorpedeiros e cruzadores rápidos britânicos da Força de Harwich. Boedicker se recusou a ser distraído pelos navios inimigos e ordenou que suas embarcações mirassem na cidade. Elas abriram fogo e destruíram duas baterias litorâneas de 152 milímetros e infligiram outros danos contra outros edifícios. Um único projétil de 152 milímetros de uma das baterias litorâneas acertou o Moltke, mas sem causar danos significativos.
Os alemães viraram para o norte às 5h20min em direção a Yarmouth, chegando na cidade apenas 22 minutos depois. A visibilidade no local era ruim, assim os navios dispararam apenas um salvo cada um, com exceção do Derfflinger, que disparou catorze projéteis de sua bateria principal. Eles seguiram para o sul, encontrando a Força de Harwich uma segunda vez às 5h47min, que nesta altura já tinha sido atacada pelos cruzadores rápidos alemães da força de escolta. Os cruzadores de batalha abriram fogo a doze quilômetros de distância. Os britânicos imediatamente mudaram o curso de seus navios e fugiram para o sul, porém nisto o cruzador rápido HMS Conquest foi seriamente danificado. Boedicker encerrou a perseguição por relatos da presença de submarinos britânicos e ataques de torpedos, fugindo para leste em direção da Frota de Alto-Mar. O almirante Reinhard Scheer, comandante da Frota de Alto-Mar, nesta altura tinha sido informado da surtida da Grande Frota e decidiu retornar com seus navios para a Alemanha.

### Jutlândia

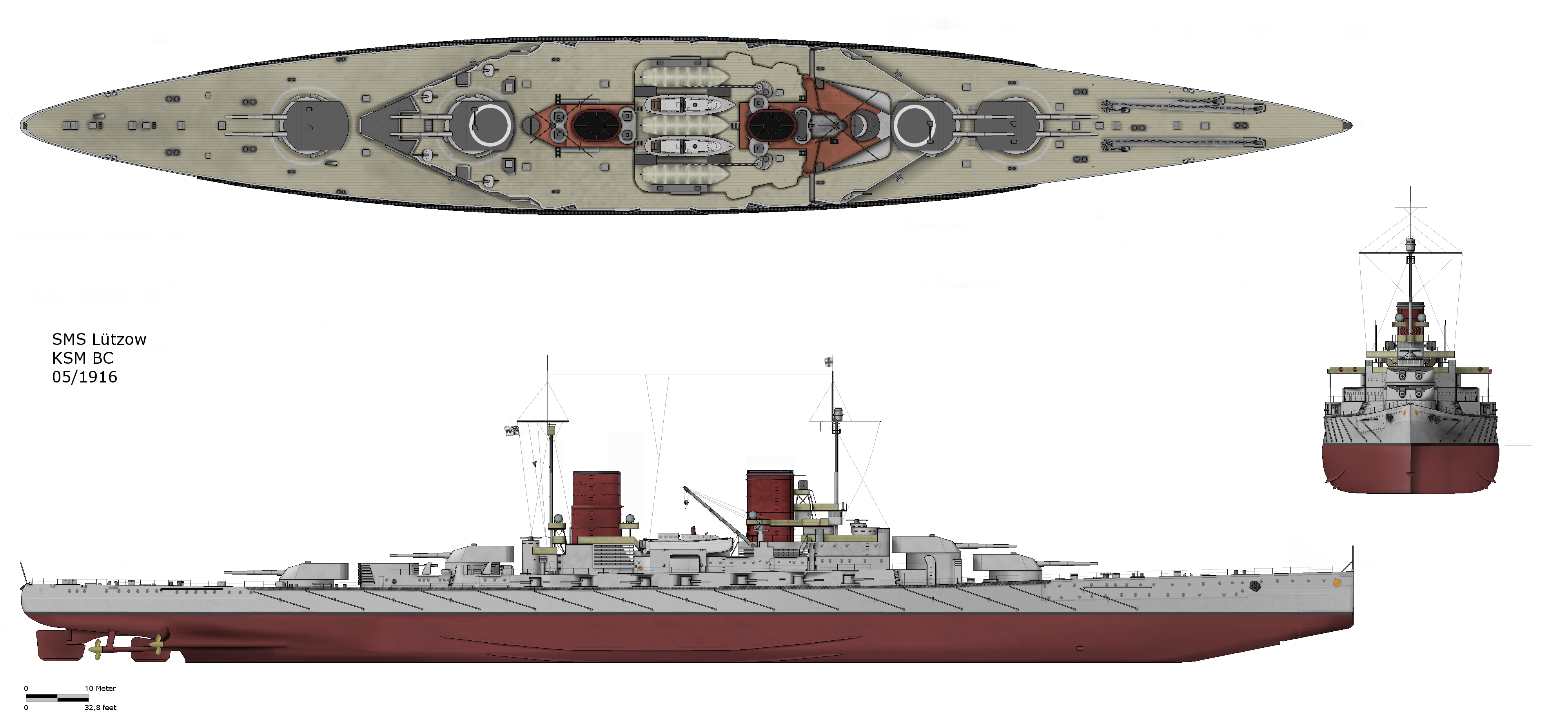
Configuração do Lützow durante a Batalha da Jutlância

O I Grupo de Reconhecimento deixou o estuário do Jade às 2h00min CET de 31 de maio. O Lützow estava na vanguarda como a capitânia de Hipper, seguido pelo Derfflinger, Seydlitz, Moltke e Von der Tann. Eles estavam acompanhados do II Grupo de Reconhecimento sob o comando de Boedicker, composto pelos cruzadores rápidos Elbing, SMS Frankfurt, SMS Wiesbaden e SMS Pillau. A força de reconhecimento tinha como escolta trinta barcos torpedeiros da II, VI e IX Flotilhas comandadas a partir do cruzador rápido SMS Regensburg. A Frota de Alto-Mar deixou o Jade uma hora e meia depois com dezesseis dreadnoughts. Esta estava acompanhada do IV Grupo de Reconhecimento, composto pelos cruzadores rápidos SMS Stettin, SMS München, SMS Hamburg, SMS Frauenlob e SMS Stuttgart, mais 31 barcos torpedeiros da I, III, V e VII Flotilhas, comandados a partir do Rostock. Seis pré-dreadnoughts da II Esquadra de Batalha deixaram o estuário do rio Elba às 2h45min e se encontraram com o resto da Frota de Alto-Mar às 5h00min. O objetivo da operação era o mesmo de ações alemães anteriores: atrair uma parte da Grande Frota e destrui-la.

#### Primeiras ações
O I Grupo de Reconhecimento encontrou pouco antes das 16h00min a 1ª Esquadra de Cruzadores de Batalha, sob o comando do vice-almirante sir David Beatty. Hipper ordenou às 16h00min que o sinal de "Distribuição de fogo a partir da esquerda" fosse hasteado do Lützow. Os alemães foram os primeiros a abrir fogo a uma distância de aproximadamente catorze quilômetros. O HMS Lion e HMS Princess Royal, os dois cruzadores de batalha britânicos na vanguarda, concentraram seus disparos no Lützow, enquanto este disparou apenas contra o Lion. Seus artilheiros miraram o primeiro disparo a uma distância de 15,4 quilômetros, muito além de seu alvo. O navio disparou projéteis semiperfurantes, diferentemente dos outros cruzadores de batalha alemães, que dispararam todos projéteis perfurantes. Os telêmetros britânicos deram leituras incorretas sobre a distância dos alemães, assim seus primeiros disparos caíram mais de um quilômetro além dos alvos; os artilheiros do Lion começaram disparando para uma distância de 16,9 quilômetros. O Lützow disparou mais quatro salvas em três minutos, alternando entre seus quatro canhões de vante e os quatro de ré, acertando pelo menos um projétil às 16h51min.

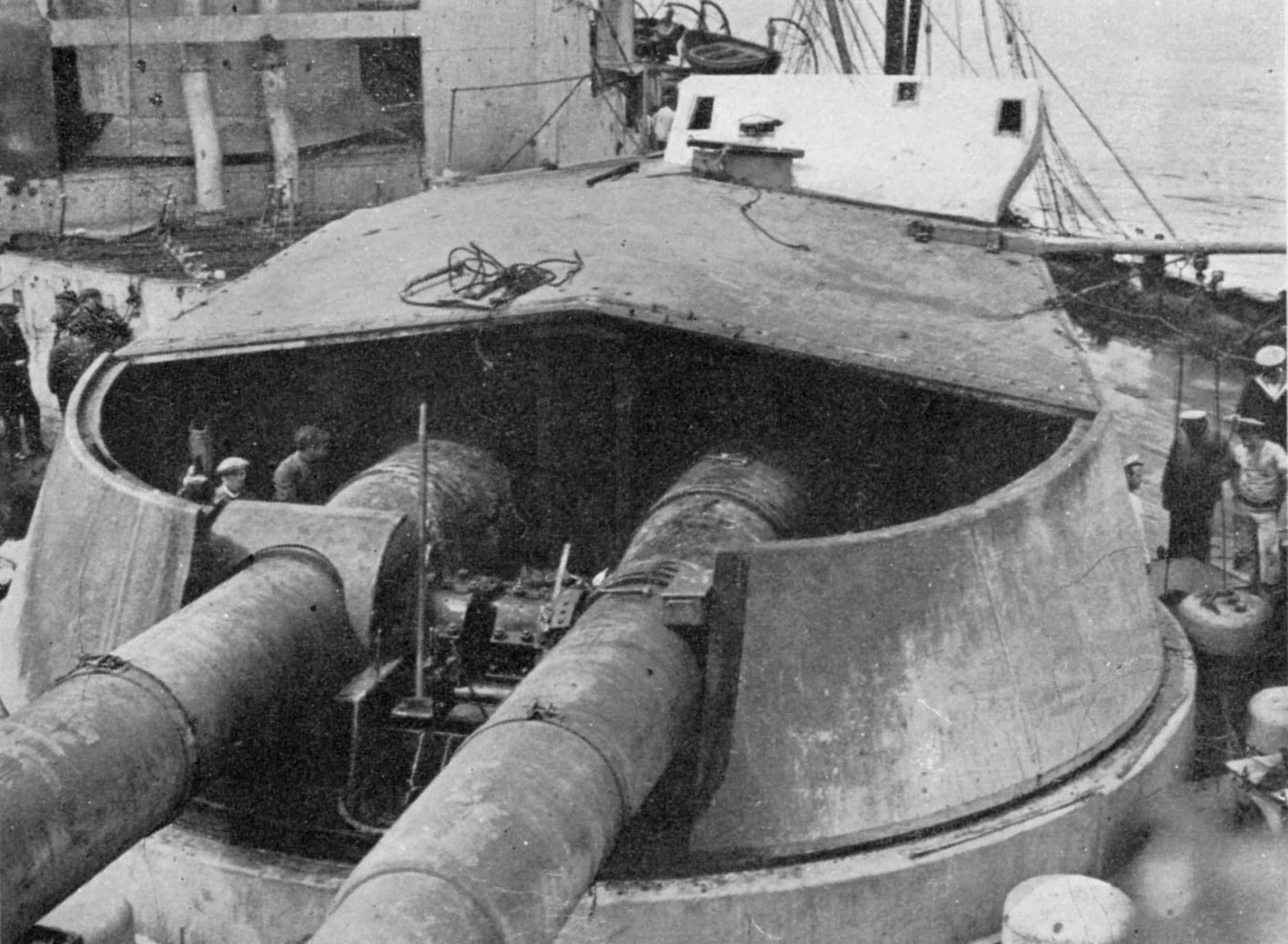
A terceira torre de artilharia do Lion destruída por um projétil do Lützow

O Lützow acertou um segundo projétil às 16h52min. O Lion acertou o Lützow pela primeira vez oito minutos depois, atingindo o castelo de proa, mas não causando muitos danos. Entretanto, este acerto se mostraria importante, pois à medida que o navio foi engolindo mais água de outros danos sofridos mais adiante na batalha, isto permitiu que água passasse a entrar também a partir de cima do convés blindado. Quase simultaneamente, um projétil do Lützow penetrou o teto da terceira torre de artilharia do Lion e detonou as munições guardadas dentro. Uma explosão catastrófica do depósito de munição só foi evitada pelas ações do major Francis Harvey, o comandante da torre, que ordenou pouco antes de morrer que o depósito fosse inundado. De fato, o incêndio dentro da torre se espalhou aproximadamente trinta minutos depois para uma câmara diretamente acima do depósito, detonando cargas de propelentes guardadas lá. A explosão consequente provavelmente teria destruído a embarcação caso o depósito de munição não tivesse sido inundado.
O HMS Indefatigable, o último cruzador de batalha da linha britânica, foi acertado às 17h03min por vários projéteis do Von der Tann. Seu depósito de munição de vante foi penetrado e incendiado, com a explosão resultante destruindo a embarcação. O Lützow acertou o Lion mais algumas vezes pouco depois, mas sem causar danos sérios. Günther Paschen, o oficial de artilharia do navio, posteriormente lamentou a decisão de disparar projéteis semiperfurantes, acreditando que o Lion teria sido afundado caso o Lützow estivesse disparando projéteis perfurantes. O cruzador de batalha alemão disparou 31 vezes contra a embarcação britânica nos primeiros dezenove minutos de batalha, acertando seis vezes e forçando o inimigo a temporariamente deixar a linha de batalha. O Lützow voltou a disparar contra o Lion entre 17h10min e 17h16min, mas no meio da fumaça seus artilheiros acreditaram que estavam disparando contra o Princess Royal. Este abriu fogo contra o Lützow durante este período e acertou dois projéteis, o primeiro explodindo entre as duas torres de artilharia de vante e o segundo acertando o cinturão de blindagem. Ele novamente abriu fogo contra o Lion às 17h24min e acertou mais três projéteis em apenas trinta segundos.
Beatty tentou mudar o rumo em dois graus em uma tentativa de reagrupar, ao mesmo tempo os couraçados da Classe Queen Elizabeth chegaram e começaram a dar cobertura. O Seydlitz e Derfflinger concentraram seus disparos no cruzador de batalha HMS Queen Mary enquanto este recuava. Pelo menos cinco projéteis de duas salvas acertaram o navio, que foi partido ao meio por uma enorme explosão. Contratorpedeiros britânicos e alemães tentaram pouco depois realizar ataques de torpedos contra as linhas inimigas. Os britânicos HMS Nestor e HMS Nicator lançaram dois torpedos cada um contra o Lützow, porém todos erraram. Este lançou às 17h34min um torpedo contra o cruzador de batalha HMS Tiger, também errando. O Lützow acertou o Lion outra vez às 17h57min e pouco depois mais três vezes, iniciando um incêndio na bateria secundária de ré.
Os navios da vanguarda da Frota de Alto-Mar chegaram alcance às 18h00min e começaram a disparar contra os cruzadores de batalha e os couraçados da Classe Queen Elizabeth. O Lützow foi acertado às 18h13min por um projétil de 381 milímetros de um dos couraçados, com mais dois acertos ocorrendo às 18h25min e 18h30min. Foi acertado outra vez às 18h45min, provavelmente pelo Princess Royal. Continuou a enfrentar os cruzadores de batalha britânicos enquanto estes navegavam para o norte em direção da Grande Frota. Às 19h05min acertou mais um projétil no Lion. O Lützow, durante este último confronto contra a 1ª Esquadra de Cruzadores de Batalha e 5ª Esquadra de Batalha, teve os seus dois transmissores sem fio danificados, com seu único meio de comunicação restante com outros navios sendo holofotes.

#### Confronto das frotas
O Wiesbaden foi incapacitado pouco depois das 19h00min por um projétil do cruzador de batalha HMS Invincible, com os cruzadores de batalha alemães fazendo uma virada de 180 graus para o nordeste e seguindo ao resgate do cruzador em alta velocidade. A III Esquadra de Batalha, que continha os couraçados alemães mais poderosos, também alterou seu curso para ajudar o Wiesbaden. Ao mesmo tempo, a 3ª e 4ª Esquadras de Cruzadores Rápidos britânicas começaram a atacar a linha alemã com torpedos, alvejando várias vezes o Wiesbaden enquanto avançavam. Os contratorpedeiros HMS Onslow e HMS Acasta aproximaram-se para atacar o Lützow durante a virada deste para o nordeste. O Onslow foi atingido três vezes pela bateria secundária do cruzador de batalha alemão e foi forçado a recuar. Pouco depois o Acasta lançou um torpedo contra o Lützow, mas errou. O Lützow e Derfflinger dispararam uma barragem de projéteis de 149 milímetros contra o contratorpedeiro, acertando-o duas vezes. Os cruzadores de batalha alemães avistaram às 19h15min o cruzador blindado britânico HMS Defence, que tinha se juntado ao ataque contra o Wiesbaden. Hipper inicialmente hesitou, acreditando que poderia ser o Rostock, mas Harder ordenou às 19h16min que seu navio abrisse fogo. Os outros navios alemães se juntaram, com o Lützow disparando cinco salvas rapidamente. O Defence foi atingido várias vezes em um período de menos de cinco minutos. Um projétil penetrou os depósitos de munição e o cruzador foi destruído por uma enorme explosão.

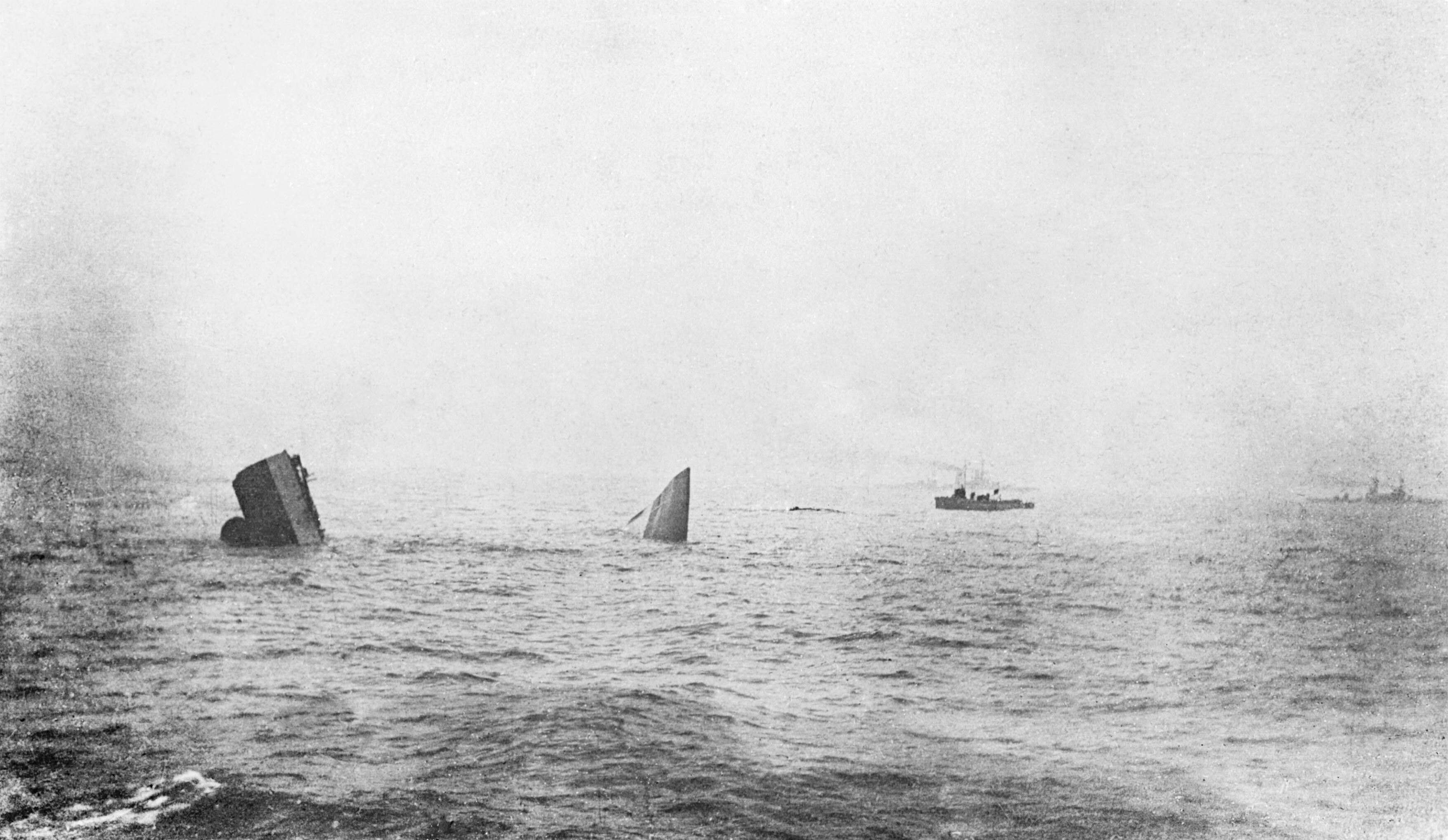
As duas metades do Invincible temporariamente em pé para fora do mar depois de sua destruição

O Lion acertou dois projéteis no Lützow, iniciando um incêndio sério, enquanto este e o resto da frota estavam concentrados no Defence. A 3ª Esquadra de Cruzadores de Batalha entrou em formação com os cruzadores de batalha restantes de Beatty às 19h24min, à vante da linha alemã. Os navios britânicos na vanguarda avistaram o Lützow e o Derfflinger e abriram fogo. O Invincible acertou o Lützow oito vezes em oito minutos; estes acertos ocorreram principalmente na proa e foram a causa primária das inundações que acabariam levando a seu naufrágio. Os dois navios alemães concentraram seus disparos no Invincible e a terceira salva do Lützow penetrou a terceira torre de artilharia da embarcação britânica às 19h33min, incendiando o depósito de munição e destruindo o navio em uma série de explosões. Deste ponto em diante o Lützow não foi mais alvo dos cruzadores de batalha britânicos, mas ele estava engolindo muita água a partir de dois dos acertos do Invincible que tinham ocorrido na proa abaixo da linha de flutuação.
A Frota de Alto-Mar, que aproximadamente às 19h30min estava perseguindo os cruzadores de batalha inimigos, ainda não tinha encontrado a Grande Frota. Scheer estava considerando recuar suas forças antes da escuridão da noite deixá-las vulneráveis a ataques de barcos torpedos. Ele ainda não tinha tomado uma decisão quando seus couraçados na vanguarda encontraram o corpo principal da Grande Frota. Isto impossibilitou uma retirada, pois tal ação sacrificaria os mais lentos couraçados pré-dreadnought da II da Esquadra de Batalha. Caso escolhesse usar seus dreadnoughts e cruzadores de batalha para dar cobertura para retirada, eles ficariam sujeitos a o poder de fogo muito superior dos britânicos. Em vez disso, Scheer ordenou uma virada de 180 graus para estibordo, o que levaria os pré-dreadnoughts para a relativa segurança do lado oposto da linha de batalha alemã.

#### Recuo e naufrágio

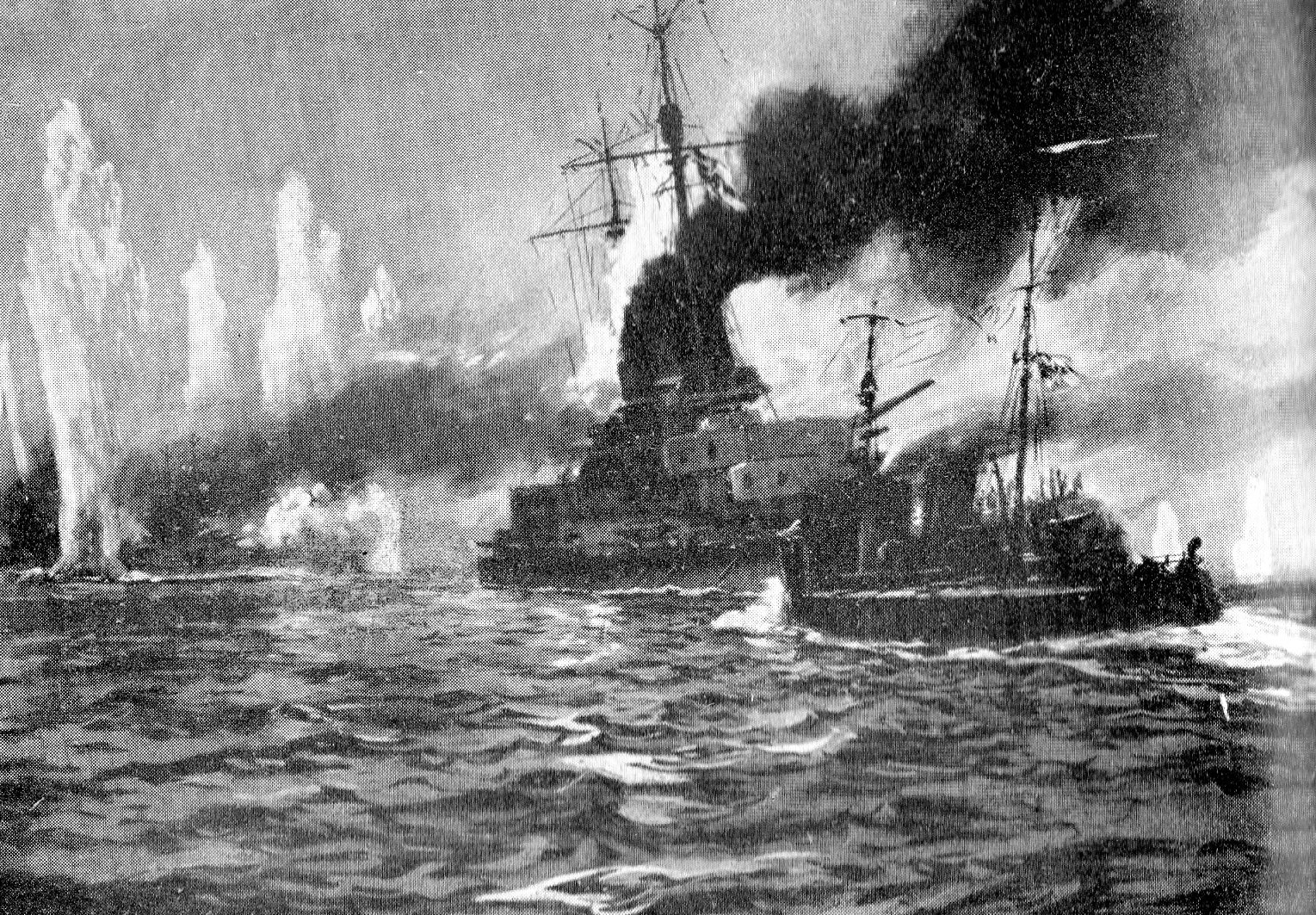
Ilustração do G39 aproximando-se do Lützow para evacuar Hipper

Os cruzadores de batalha seguiram a manobra, mas o Lützow tinha perdido velocidade e não conseguiu acompanhar. O navio em vez disso tentou recuar para o sudoeste. Inundações na proa tinham alcançado até às 20h00min o depósito de munição da primeira torre de artilharia. Os artilheiros pegaram o maior número de projéteis e cargas de propelentes que conseguiam para que fossem guardados em uma câmara abaixo da torre. O comodoro Andreas Michelsen a bordo do Rostock enviou pouco antes das 19h50min a I Meia-Flotilha de Barcos Torpedeiros para ajudar. O SMS G39 aproximou-se e embarcou Hipper e sua equipe para transferi-los para algum dos outros cruzadores de batalha. O SMS V45 e SMS G37 começaram a lançar uma cortina de fumaça para escondê-lo, mas o Lützow foi atingido por quatro projéteis às 20h15min, antes que isso fosse finalizado. Um acertou a segunda torre de artilharia e a incapacitou temporariamente. Uma carga de propelente foi detonada e o canhão direito destruído. O segundo incapacitou os equipamentos elétricos para girar a quarta torre de artilharia, forçando-a ser operada manualmente. O comando do I Grupo de Reconhecimento ficou temporariamente com o capitão de mar Johannes Hartog, o oficial comandante do Derfflinger, enquanto Hipper estava a bordo do G39. O Lützow disparou pela última vez às 20h45min, momento em que a cortina de fumaça o escondeu da linha britânica.
Os alemães começaram a recuar depois do anoitecer. O Lützow estava navegando a quinze nós (27 quilômetros por hora) e tentando refúgio no lado oposto da linha alemã. O último navio na linha perdeu o cruzador de batalha de vista às 22h13min, com este não conseguindo acompanhar a frota. Scheer tinha esperança de que o Lützow fosse capaz de evitar detecção na escuridão enuviada e retornar para casa. O navio estava afundando cada vez mais. Água começou a enxaguar o convés e o castelo de proa acima do convés blindado principal por volta das 21h30min. Ainda havia esperança à meia-noite de que o navio poderia alcançar algum porto. Ele estava navegando a sete nós (treze quilômetros por hora) até por volta das 00h45min de 1º de junho, quando mais água começou a entrar. Em alguns momentos precisou diminuir a velocidade até apenas três nós (5,6 quilômetros por hora) para reduzir a pressão na antepara de ré. As bombas d'água principais não podiam mais ser usadas, pois as hastes de controle tinham emperrado.
As bombas d'água já não conseguiam mais lidar com a água dentro do navio à 1h00min. A água começou a entrar nos compartimentos dos geradores, forçando a tripulação a trabalhar sob a luz de velas. O Lützow estava tão rebaixado à 1h30min que a água começou a inundar a sala de caldeiras de vante. Quase todos os compartimentos na proa, até a torre de comando e abaixo do convés blindado, estavam totalmente inundados. A água também tinha entrado pelos buracos de projéteis no castelo de proa e acima do convés blindado; a parte superior do navio à vante da primeira barbeta também estava inundada. A tripulação tentou três vezes tampar os buracos dos projéteis, mas a água começou cada vez mais enxarcar sobre o convés à medida que o calado aumentava, dificultando o progresso nos reparos. A tripulação tentou inverter o rumo e navegar de ré, mas isto precisou ser abandonado quando a proa ficou tão submersa que as hélices parcialmente saíram para fora d'água. O calado à vante estava nesta altura em dezessete metros.
Foi estimado que haviam oito mil toneladas de água a bordo às 2h20min e o navio estava correndo um risco sério de emborcar, assim Harder deu ordem para abandonar o navio. Os barcos torpedeiros G37, V45, SMS G38 e SMS G40 aproximaram-se para evacuarem a tripulação, porém seis tripulantes que estava presos na proa precisaram ser deixados para trás. O Lützow estava submergido até a ponte de comando às 2h45min. O G38 lançou dois torpedos contra o navio e este afundou apenas dois minutos depois a aproximadamente sessenta quilômetros de distância do Recife de Horns. Foi estimado que o Lützow disparou aproximadamente 380 projéteis de 305 milímetros e quatrocentos de 149 milímetros durante a batalha, mais dois torpedos. Foi atingido por 24 projéteis britânicos. Sofreu 115 mortos e outros cinquenta feridos, o segundo maior número de baixas na frota alemã, atrás apenas do Derfflinger. Seus destroços foram encontrados em junho de 2015 pelo navio oceanográfico britânico HMS Echo.